# Kis Szent Bernát-hágó
A Kis Szent bernát-hágó franciául: Col du Petit Saint-Bernard; olaszul: Colle del Piccolo San Bernardo, egy 2188 m magasan fekvő közúti átjáró a Nyugati-Alpokban, mely összeköti a franciaországi Isère folyó völgyét (Savoie megye) az olaszországi  Aosta-völggyel (Valle d’Aosta régió). A francia-olasz államhatár a hágótetőn át húzódik. A hágón át vezető első országutat III. Napóleon francia császár építette ki, katonai célra. A második világháborúban súlyos harcok színhelye volt.

## Fekvése
A hágó elválasztja egymástól a franciaországi Savoie megyében, Isère folyó völgyében fekvő Tarentaise vidéket (Séez községet) és az olaszországi Valle d’Aosta régióban (az Aosta-völgyben) fekvő La Thuile-völgytől (vallon de La Thuile). A Kis Szent Bernát-hágó, 2188 m magasságával az egyetlen, közúton is járható átjáró a savoyai és az aostai alpesi völgyek között. Egy széles bevágásban fekszik, a tőle északnyugatra emelkedő 2936 m magas Lancebranlette-csúcs és az délkeleti, 2891 m magas Mont Valaisan között.
A tőle északkeletre, a svájci–olasz határon fekvő, hasonló nevű „nagy testvér”, a Nagy Szent Bernát-hágó sokkal magasabb (2469 m).

## Történelme
A hágó területén, az Isère folyó és az olasz Dora Baltea patak vízválasztóján látható a Cromlech-nek nevezett alakzat, mely félig földbe ásott monolitikus kőtömbökből áll, ezek nagy félkört formáznak. Jelenlegi álláspont szerint i. e. 2000 körül keletkezhettek, az Aosta-völgy első kelta betelepülői, a mai valdôtains etnikum ősei építhették. Rendeltetése vitatott, kultikus vagy csillagászati céllal létesíthették.
A hágó első útját a rómaiak építették, i. e. 45 körül, Julius Caesar utasítására. Itt haladt át a Milánót (Mediolanumot) és az Isère-völgyi Vienne-t (Vienna Allobrogum-ot, Colonia Iulia Vienná-t) összekötő római hadi út. A hágó nyugati (francia) oldalán monolit kőoszlopot emeltek, melyre Jupiter szobrát állították, a hágót Jupiter oszlopának nevezték, a régies név a francia nyelvben is sokákig fennmaradt (Colonne-Joux).
A 11. században Menthon-i Szent Bernát és szerzetes társai ispotályt (hospice-t) építettek a hágó Aosta-völgyi oldalán, a zarándokok védelmére, a szerencsétlenül járt és beteg utazók ápolására. Az első épületet az időjárás gyorsan tönkretette, II. Pierre de Tarentaise püspök (1102–1174) építette újjá. A Jupiter-szobor helyére az alapító Szent Bernát szobra került. A hágót Szent Bernát nevére keresztelték.
1715-ben Savoyában súlyos járvány tört ki. Az olasz oldalon az Aosta-völgyi lakosság a hágótól nyugatra (savoyai területen) torlaszt emelt, és egészségügyi zárlatot létesített az ispotály és a hágó körül. Az elkerített területet kvázi bekebelezték. Savoya tíz évvel később, 1725-ben, bírósági ítélet alapján is csak a terület felét tudta visszaszerezni.
1752-ben XIV. Benedek pápa bullájában szabályozta a hospice helyzetét, átadva azt a Szent Móric- és Lázár egyházi lovagrendnek, amely a 20. század elejéig eredeti rendeltetése szerint működtette és fenntartotta azt, évente 10 000-nél több adag ételt biztosítva az utazóknak és a környéken dolgozóknak, köztük az ún. maronier-knak, akik – katonai szolgálattól való mentességük fejében – hegyi vezetői és hegyi mentői szolgálatot láttak el a hágó környéki hegyvidéken.
A francia forradalom és a napóleoni háborúk során Franciaország az egész fennsíkot bekebelezte. 1815-ben a bécsi kongresszus helyreállította a 18. századi határvonalat. 1860-ban, a szárd–francia–osztrák háború után a Francia Császárság bekebelezte Savoyát, de a határvonalat III. Napóleon francia császár a szövetséges olaszok javára módosította. Az ispotály területét az Aosta-völgyhöz csatolták. 1864–1867 között a császár megépíttette a francia oldalról a hágóra felvezető országutat is.
A második világháború elején, 1940. június 10-én az Olasz Királyság hadat üzent a németek által legyőzött Franciaországnak, az olasz csapatok több helyen átlépték a francia határt. A jól kiépített francia hegyi erődök őrsége ellenállt, súlyos harcokra került sor, ennek során legalább 600 olasz katona halt meg. A védőerődök kitartottak június 25-ig,  a francia kormány kapitulációjáig. Július 2-án a francia kormány utasítására a védők (akiknek vesztesége mindössze 9 fő volt), ünnepélyesen elvonultak, átadva az erődöket az olaszoknak.
1943. szeptember 8., a Badoglio marsall által bejelentett megadás kihirdetése után az erődökben az olasz csapatok helyét a német Wehrmacht egységei vették át. 1945 áprilisában, a háború utolsó napjaiban francia határvadászok támadást indítottak a hágó visszaszerzésére. Elkeseredett küzdelem után április 29-én sikerült megadásra bírni a rommá lőtt erődök védőit. A harcokban a középkori ispotály épülete több belövést kapott, súlyos szerkezeti károkat szenvedett. Többé nem is állították helyre, csak romos maradványai láthatók a hágótető közelében.
Az 1947-es párizsi békeszerződés az új államhatárt a vízválasztó vonalán jelölte ki. A határkijelölő bizottság döntését többször is korrigálni kellett, a határvonalat végül sikerült valóban a vízválasztó vonalán rögzíteni, ez (nem meglepő módon) az ősi cromlech-kövek által kijelölt kör átmérőjén halad keresztül.

## Turizmus, sport
Az 1960-ban a francia oldalon megnyílt a La Rosière síközpont. Mivel a közút télen nem járható, az olasz oldalon épülő La Thuile síközponttal kábelliftes kapcsolatokat terveztek. 1984-ben megnyitották a Chardonnet-i és Bellecombe-i felvonókat (a francia oldalon) és a Belvédère-i felvonót (az olasz oldalon). Ahol 1940-ben olaszok és franciák véres harcokat vívtak egymással, most a francia-olasz Espace San Bernardo síközpont működik, melynek 3000 hektáros területén 150 km-nyi gondozott sípálya és 38 felvonó üzemel.
A Tour de France kerékpárverseny útvonalát (eddig) négy alkalommal vezették át a Kis Szent Bernát-hágón: 1949-ben, 1959-ben, 1963-ban és 2009-ben.

## AChanousiabotanikus kert
1860–1909 között az (olasz területhez csatolt) ispotályt egy szenvedélyes botanikus, Pierre Chanoux abbé vezette. Az ispotály mellett alpesi botanikus kertet létesített, melyet későbbi tisztelői az alapítóról Chanousiá-nak neveztek el. Jó nevű olasz tudósok irányításával több mint 4000 alpesi növényfaj példányait ültették, gondozták és tanulmányozták itt. A második világháború harcaiban a kert az ispotállyal együtt elpusztult. 1978-ban az „Aosta-völgyi Flóra Társaság”  (Société de la flore valdôtaine) újjáépítette a kertet, immár francia területen. Jelenleg az aosta-völgyi olasz és a savoyai (francia) megyei önkormányzat közösen működteti.